# محمد رفاعي (شاعر)
محمد رفاعي (28 أبريل 1978): شاعر، وكاتب، وملحن أغاني مصري، ويعد أحد أشهر الشعراء المصريون في التأليف الغنائي. درس في كلية التربية الموسيقية، كانت بداية مسيرته الفنية عندما تعرّف هو وصديقة محمد رحيم على الفنان حميد الشاعري في ندوة بالكلية وذهب معه للأستوديو حيث أسمعه أشاعره، بحضور الفنان عمرو دياب ليطلق أول أغنياته وهي أغنية (غلاوتك) لعمرو دياب سنة 1998. ليتعاون بعدها مع العديد من الفنانين أبرزهم المطربة إليسا التي كون معاها أشهر أغانيه مثل: عايشالك وأجمل أحساس سنة 2002.
قام رفاعي بتأليف وتلحين العديد من الأغاني لأبرز المطربين في مصر والعالم العربي من أشهرهم: إليسا، عمرو دياب، شيرين عبد الوهاب، فضل شاكر، وأصالة نصري. أعيد نشر عدد كبير من أغانيه دوليًا في دول أخرى.

## أعماله
- إليسا: عايشالك، أجمل أحساس، شاغلني، مليون أحبك - 2002. أحلى دنيا، كل يوم في عمري، كان نفسي أعرف، جوايا ليك، إرحم قلبي، قد ما بشتقلك - 2004. أنا بستغرب عليه - 2007.
- عمرو دياب: وغلاوتك - 1998. قمرين، بحبك أكتر - 1999. سنين، صعبان عليا - 2000. ولا على باله، بعد الليالي - 2001. تقدر تتكلم، يا كنزي، خليني جنبك - 2003.
- فضل شاكر:  أول ما بشوفك، جوايا - 2005. فاكرني نسيتك - 2006.[3] مع السلامة - 2018. حبيتك - 2019. غيب - 2020. بتوحشيني - 2020.[4]
- شيرين عبد الوهاب: على بالي - 2005. حبيت، متحاسبنيش - 2009. بحبك من زمان - 2018.
- فيفيان مراد: أيام في العمر - 2011.
- مايا نصري: أخبارك أيه - 2001.
- هيثم شاكر: خليك جنبي 2004.
- ليلى غفران: أسهلهالك - 2005.
- لطيفة: حبيبى ما تروحش بعيد، صابرين - 2003. شفته بعيني - 2007. في الكام يوم اللي فاتوا - 2008.
- أصالة: أكتر، أنا مش صعب عليك - 2006.
- ميريام فارس:واحشني أيه - 2005.
- نانسي عجرم: كل ما تدي - 2010. راهنت عليك - 2014. الحب زي الوتر، ومعاك - 2017 .
- محمد حماقي: دنيتي اتغيرت - 2010.
- راغب علامة: ما بقاش - 2002 عليك - 2010.
- شاهيناز: أحب أعيشلك - 2005.
- نوال الزغبي: عينيك كدابين - 2005.
- أمل حجازي: مستني إيه - 2004.
- جنات: لحظة - 2006. أنت الأحساس - 2018. إللي تشوفه - 2020.
- تامر عاشور: سلام - 2019.
- شيماء هلالي: إمتى نسيتك - 2013.
- لؤي: بحبك - 2015.
- هيفاء وهبي: حياة قلبي - 2004.
- أروى: مخبي عليا - 2007.
- رامي عياش: خليني معاك - 2004. قصة حب - 2019 - لمّة الحبايب - 2023.
- إيهاب توفيق : حلم السنين - 2002 حبك علمني ، قلبي في حيرة - 2005
- عامر منيب: أيام وليالي - 2000.
- لمياء: بعدك عنى انتحار - 2008.
- زيزي عادل: حب مش محسوب عليا - 2007.
- رامي جمال: تعلالي - 2016.